# 埃拉爾巨龍屬
埃拉爾巨龍屬（學名：Elaltitan）是蜥腳下目泰坦巨龍類恐龍的一屬，生存於白堊紀晚期的南美洲阿根廷。目前只有唯一種，模式種利氏埃拉爾巨龍（E. lilloi）。

## 發現與命名
在1979年，阿根廷國立圖庫曼大學與米蓋爾·里奥基金會組成一個挖掘團隊，由古生物學家何塞·波拿巴率領，在阿根廷巴塔哥尼亞丘布特省進行挖掘工作，並發現這些蜥腳類化石。化石發現於Bajo Barreal組的下層，地質年代約9650萬到8930萬年前，相當於森諾曼階中期到土侖階。
正模標本（編號PVL 4628、MACN-CH 217）來自於兩個標本，來自於同一個體，這些化石包含：三節背椎、兩節尾椎、左肩胛骨、左肱骨、左橈骨、左右尺骨、右恥骨、右股骨上半段、左脛骨末端、左腓骨的下段大部分、右距骨與跟骨。其中，大部分化石交由米蓋爾·里奥基金會的古生物部門存放、管理，被標名為PVL 4628標本。背椎與尾椎則交由布宜諾艾利斯的阿根廷自然歷史博物館存放、管理，被標名為MACN-CH 217標本。埃拉爾巨龍是第一個被發現跟骨的泰坦巨龍類。
在1979年，何塞·波拿巴與佐蘭·加斯帕里尼（Zulma Gasparini）將這兩個蜥腳類標本歸類於南極龍的未命名種（Antarctosaurus sp. ）。之後，傑米·鮑威爾（Jaime Powell）將這兩個標本編入於銀龍。在2012年，古生物學家Philip D. Mannion、Alejandro Otero將這些化石敘述、命名，模式種是利氏埃拉爾巨龍（E. lilloi）。屬名意為「Elal的泰坦」，Elal是當地原住民特维爾切人的神祇；種名則是以米蓋爾·里奥基金會的創辦人為名。

## 體徵
研究人員在命名埃拉爾巨龍時，列出牠們的鑑定特徵與自衍徵。第一節尾椎的高神經棘，僅限於椎體前半段（不含髁球），這是埃拉爾巨龍的自衍徵。其他特徵包含：背椎中後段的棘後椎間關節突骨板出現分岔，朝向中線與側邊、距骨的上升突沒有延伸至距骨的後緣、具有跟骨研究人員也列出潛在的獨特特徵，可將埃拉爾巨龍與其他巨龍形類區別開來，例如：南極龍與銀龍；並將埃拉爾巨龍與Bajo Barreal下層發現的其他蜥腳類恐龍區別開來，例如：沉重龍、Drusilasaura。
研究人員比較巨大南極龍（A. giganteus）與埃拉爾巨龍的股骨，因為兩者的股骨有類似的外形。巨大南極龍的股骨長2.31公尺，而埃拉爾巨龍的股骨完整長度應該接近這個數值，這將使得埃拉爾巨龍成為最大型的蜥腳類恐龍之一。
研究人員也發現一個現象，南美洲目前已經發現39有效屬的巨龍形類，而其中31屬集中於阿根廷。

## 種系發生學
研究人員將埃拉爾巨龍歸類於泰坦巨龍類的岩盔龍類演化支，但在內部的詳細位置仍未定。另外，他們發現埃拉爾巨龍與內烏肯龍、後凹尾龍、掠食龍、薩爾塔龍、三角區龍有許多共同的衍化特徵。